# Marie Schölzel
Marie Schölzel, född 1 augusti 1997 i Berlin i Tyskland, är en volleybollspelare (center) som spelar med Radomka SA och Tysklands landslag.
Schölzel började spela volleyboll som åttaåring med SG Rotation Prenzlauer Berg i hemstaden. Med dem blev hon tysk U16-mästare 2011 och U18- och U20-mästare 2014. Hon gick sedan över till det tyska förbundets utvecklingslag VC Olympia Berlin, med vilka hon vann 2. Volleyball-Bundesliga Nord 2013/2014. Hon debuterade med landslaget vid Montreux Volley Masters 2015. Samma år gick hon över till Volleyball-Bundesliga-klubben Schweriner SC.
Med Schweriner SC gick hon till final i DVV-Pokal 2017 (damer) och vann Volleyball-Bundesliga 2016/2017 och blev därigenom tysk mästare. Med klubben vann hon åter Volleyball-Bundesliga 2017/2018. Hon skadade foten under förberedelserna för VM 2018. Detta medförde ett spelavbrott och att hon under våren 2019 var utlånad till USC Münster. 
Schölzel flyttade 2021 till Italien för spel med Volley Bergamo 1991 i serie A1. Hon spelade med dem under en säsong. Därefter återvände hon till Tyskland, men nu för spel med Allianz MTV Stuttgart.